# Augustus Baldwin Longstreet

Augustus Baldwin Longstreet

Augustus Baldwin Longstreet (geboren am 22. September 1790 in Augusta, Georgia; gestorben am 9. Juli 1870 in Oxford, Mississippi) war ein amerikanischer Jurist, Publizist und Schriftsteller. Er ist besonders bekannt für seine Georgia Scenes (1840), humoristische Skizzen über das Alltagsleben in den Südstaaten.

## Leben
Longstreet, Sohn des Erfinders und Industriepioniers William Longstreet und dessen Frau Hannah Randolph, besuchte mehrere Grundschulen in Georgia, bis er 1806–1810 an der Willington Academy, der von Moses Waddel geführten Jungenschule für die Söhne der Südstaatenelite, eine umfassende klassische Bildung erhielt. 1811 begann er ein Studium an der Yale University, das er bereits 1813 mit dem Bakkalaureus abschloss, daraufhin Rechtswissenschaft an der Litchfield Law School in Connecticut. Nach seiner Approbation kehrte er 1814 in seinen Heimatstaat Georgia zurück und praktizierte als Anwalt. 1817 heiratete er Frances Eliza Parker, mit der er acht Kinder haben sollte, von denen aber nur zwei das Kindesalter überlebten. 1821 wurde er in das Repräsentantenhaus von Georgia gewählt, 1822 dann zum Bezirksrichter eines der fünf Gerichtsbezirke des Bundesstaats ernannt.
Bald begann sich Longstreet auch publizistisch zu betätigen. 1834 erwarb er die Zeitschrift State Rights' Sentinel, die er in den folgenden Jahren zum Sprachrohr seiner politischen Überzeugungen, aber auch seiner schriftstellerischen Ambitionen machte. In den 1830er Jahren wandte er sich auch verstärkt der Religion zu und wurde 1838 wurde er zum methodistischen Pfarrer ordiniert und 1839 Präsident des methodistischen Oxford College der Emory University in Atlanta. In den folgenden Jahrzehnten stand er mehreren Universitäten der amerikanischen Südstaaten als Präsident vor, so dem Centenary College im Bundesstaat Louisiana, der University of Mississippi (1848–1856) in Oxford und dem South Carolina College (1857–61).
Als Prediger, Publizist und Hochschulpolitiker trat Longstreet als eifriger Verfechter der Rechtmäßigkeit der Sklaverei und der politischen Interessen der amerikanischen Südstaaten im sich verschärfenden Konflikt um die Sklaven- und Sezessionsfrage hervor. Beeinflusst wurde er dabei nicht zuletzt durch John C. Calhoun, der ihm seit Jugendtagen als enger Freund verbunden war. Schon in der Nullifikationskrise 1833 stand Longstreet mit seinen politischen Kommentaren in seinem Sentinel Calhoun zur Seite, und zwischenzeitlich hielt er als Plantagenbesitzer in den 1820er Jahren auch selbst Sklaven. Den Bachelor-Absolventen der University of South Carolina schärfte er in seiner Verabschiedungsrede 1859 ein, dass sie die Rechte der Südstaaten bis aufs Äußerste verteidigen müssten, auch auf Kosten eines hohen Blutzolls, da der Süden sonst schutzlos den gierigen Nordstaaten ausgeliefert sei und die Befreiung der Sklaven die Grundlagen der südstaatlichen Gesellschaftsordnung zerstören würde. Bei Kriegsausbruch 1861 versuchte er dann allerdings, die Gemüter zu beruhigen, sprach sich in seinem Aufsatz Shall South Carolina Begin the War? für eine diplomatische Lösung des Konflikts aus und beklagte als Präsident der University of South Carolina die Einstellung des Lehrbetriebs angesichts der allgemeinen Mobilmachung. Sein Neffe James Longstreet profilierte sich im Krieg als einer der fähigsten Generäle der Konföderiertenarmee.
Im Krieg wirkte Longstreet zeitweise als Militärgeistlicher. Sein Haus in Oxford, Mississippi wurde von den Truppen der Nordstaaten niedergebrannt; Longstreet verbrachte die Kriegszeit zumeist in Georgia. Nach Kriegsende ließ er sich wiederum in Oxford nieder, wo er 1870 achtzigjährig starb.

## Schriftstellerisches Werk
Seine Meriten als Schriftsteller gründen sich auf seine Georgia Scenes, Beobachtungen des Alltagslebens in seinem Bundesstaat Georgia. Sie erschienen ab 1833 zunächst als Zeitungskolumnen in Lokalzeitungen in Georgia, zunächst im Southern Recorder, dann in Longstreets eigenem Sentinel. 1835 erschienen neunzehn der Scenes erstmals gesammelt in Buchform. 1840 wurden sie vom New Yorker Verlag Harper & Brothers aufgelegt und Longstreet auch in den Nordstaaten einem breiten Publikum bekannt. Auch bei den Literaturkritikern wurde der Band begeistert aufgenommen; zu nennen ist hier insbesondere Edgar Allan Poe, der die Georgia Scenes in der Märzausgabe 1836 des Southern Literary Messenger sehr wohlwollend besprach. Bis in das 20. Jahrhundert hinein erschienen zahlreiche Neuauflagen.

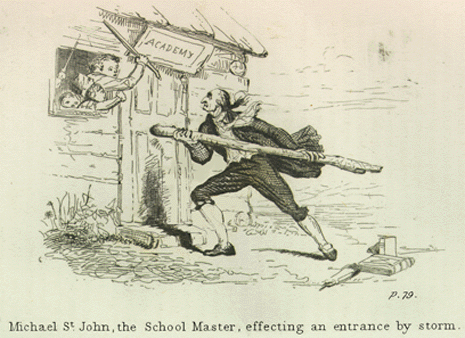
Illustration aus der zweiten Harper & Brothers-Ausgabe der Georgia Scenes (1850)

Die Georgia Scenes sind typisch und wirkten stilbildend für den so genannten Southwestern Humour, einen spezifischen Südstaatenhumor, der die literarische Tradition der Region nachhaltig prägt. Zu Longstreets Lebzeiten eifertem ihm Autoren wie George Washington Harris, Henry Clay Lewis, Thomas Bangs Thorpe und Joseph Beckham Cobb nach, doch auch im Werk etwa Mark Twains oder William Faulkners ist die Tradition des Southern Humour präsent. Longstreet bot realistische Skizzen besonders der ungebildeten Landbevölkerung – der Sklaven ebenso wie des white trash –, überzeichnete diese Porträts aber durch tall Tales, maßlos übertriebene „Räuberpistolen“ zu einem trotz einiger Gewöhnlich- und Grausamkeiten wie Gerichtsschlägereien, Mutproben und Rosstäuscherei zu einem eher humorigen Ganzen.
Weiterhin veröffentlichte Longstreet 1859 in zunächst in einer Serie in der Zeitschrift Southern Field and Fireside den Bildungsroman Master William Mitten, A Youth of Brilliant Talents Who was Ruined By Bad Luck, der jedoch kaum Leser fand; 1864 erschien er erstmals in Buchform. Hierin verarbeitete Longstreet auch autobiographisches Material. So findet sich ein eindrückliches Porträt seines einstigen Schulmeisters Moses Waddel.

## Werke
- Georgia Scenes, Characters, Incidents, &c. in the First Half Century of the Republic  (1835; Digitalisat der University of North Carolina)
  - David Rachels (Hg.): Augustus Baldwin Longstreet’s Georgia Scenes Completed: A Scholarly Text. University of Georgia Press, Athens 1998. (Kritische und durchgesehene Ausgabe)
- Master William Mitten, A Youth of Brilliant Talents Who was Ruined By Bad Luck (1864; Digitalisat der University of North Carolina)

## Sekundärliteratur
- John Donald Wade: Augustus Baldwin Longstreet. A Study of the Development of Culture in the South. Macmillan, New York 1924.
- Kimball King: Augustus Baldwin Longstreet. Twayne, Boston 1984.
- Scott Romine: The Narrative Forms of Southern Community. Louisiana State University Press, Baton Rouge 1999.